# هدبان (حصان)
هدبان هو أحد أنواع الخيول الأصيلة العربية طويل شعر الناصية.أي انها سميت بهذا الاسم لكثره وطول شعر الرأس بحيث ينسدل على رأسها وجبهتها ويغطي جانبي الرأس. والفرس منها تسمى هدباء والحصان اهدب أو هدبان.